# Chasmia atripes
Chasmia atripes är en tvåvingeart som först beskrevs av Schuurmans Stekhoven 1926.  Chasmia atripes ingår i släktet Chasmia och familjen bromsar. Inga underarter finns listade i Catalogue of Life.